# Sytuacja prawna i społeczna osób LGBT w Urugwaju

## Prawo wobec kontaktów homoseksualnych
Kontakty homoseksualne w Urugwaju są legalne od 1934 roku. Wiek osób legalnie dopuszczających się kontaktów homo- i heteroseksualnych jest zrównany i wynosi 15 lat.

## Ochrona prawna przed dyskryminacją
Podburzanie do nienawiści przez wzgląd na orientację seksualną jest w Urugwaju zabronione od 2003 roku.
Od 2004 roku w ustawodawstwie kraju znajdują się przepisy chroniące przed dyskryminacją na podstawie orientacji seksualnej w miejscu pracy oraz innych dziedzinach życia.
Od 2007 roku działa w kraju Honorowa Komisja do Zwalczania Rasowej Dyskryminacji, Ksenofobii i innych form Dyskryminacji, która zajmuje się przygotowywaniem projektów ustaw dotyczących również dyskryminacji na podstawie orientacji seksualnej oraz tożsamości płciowej.
Geje, lesbijki i biseksualiści nie są wykluczeni ze służby wojskowej z powodu swojej orientacji seksualnej.

## Uznanie związków tej samej płci
W 2006 roku zaproponowano projekt ustawy wprowadzającej w Urugwaju związki partnerskie, która parom tej samej i przeciwnej płci zapewniłaby po pięciu latach wspólnego życia te większość praw, jakie posiadają małżeństwa. Inicjator projektu, senator Margarita Percovich, wyrażała przekonanie, że ustawa ta na pewno zostanie uchwalona, gdyż popiera ją koalicja partii lewicowych Frente Amplio, mająca wówczas większość w parlamencie. 19 grudnia 2007 roku ustawa została przyjęta przez obie izby parlamentu. 27 grudnia została ona podpisana przez prezydenta i weszła w życie 1 stycznia 2008 roku.
Od września 2009 pary jednopłciowe mają prawo do adopcji. Urugwaj jest pierwszym krajem w Ameryce Łacińskiej, który przyznał homoseksualistom prawa adopcyjne.
25 maja 2009 roku senator Percovich zapowiedziała, że jeśli jej ugrupowanie wygra wybory parlamentarne zaplanowane na 25 października 2009, to wówczas przedstawi projekt ustawy legalizującej małżeństwa osób tej samej płci. W lipcu 2010 roku politycy rządzącego Szerokiego Frontu potwierdzili zamiar legalizacji małżeństw osób tej samej płci w trakcie obecnej kadencji parlamentu.

## Życie osóbLGBTw kraju

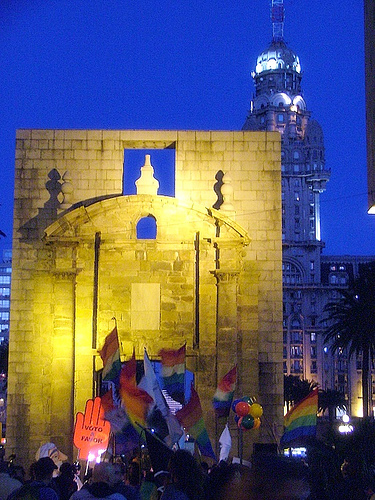
Parada LGBT w Montevideo w 2006 r.

W kraju wydawane są publikacje, działają liczne organizacje zajmujące się niesieniem pomocy przedstawicielom LGTB i walką z nietolerancją czy o równouprawnienie. 
Każdego roku ulicami stolicy maszerują parady mniejszości seksualnych (gaypride parade). Pierwsza tego typu manifestacja odbyła się w kraju w 1994 roku (wzięło w niej udział około 200 osób). Kraj posiada małą i skoncentrowaną w stolicy scenę gejowską, licząca kilkanaście miejsc, w tym cztery gejowskie kluby.
W 2005 roku w Montevideo odsłonięto pierwszy w Ameryce Łacińskiej pomnik "seksualnej różnorodności". Wykonany z różowego granitu pomnik ma kształt trójkąta.
Urugwajczycy są jednym z najbardziej tolerancyjnych narodów Ameryki Łacińskiej. Nawet w mniejszych miejscowościach osoby LGBT nie doznają większej dyskryminacji. W 2013 roku Urugwaj został uznany za najbardziej gay-friendly kraj Ameryki Łacińskiej przewyższając nawet Argentynę.